# Worthing FC
Worthing FC (celým názvem: Worthing Football Club) je anglický fotbalový klub, který sídlí ve městě Worthing v nemetropolitním hrabství West Sussex. Založen byl v roce 1886 pod názvem Worthing AFC. Od sezóny 2016/17 hraje v Isthmian League Premier Division (7. nejvyšší soutěž). Klubové barvy jsou červená a bílá.
Své domácí zápasy odehrává na stadionu Woodside Road s kapacitou 4 000 diváků.

## Historické názvy
Zdroj: 
- 1886 – Worthing AFC (Worthing Association Football Club)
- 1899 – Worthing FC (Worthing Football Club)

## Úspěchy v domácích pohárech
Zdroj: 
- FA Cup
  - 2. kolo: 1982/83
- FA Amateur Cup
  - Čtvrtfinále: 1907/08
- FA Trophy
  - 4. kolo: 2003/04
- FA Vase
  - 5. kolo: 1978/79

## Umístění v jednotlivých sezonách
Stručný přehled
Zdroj: 
- 1920–1939: Sussex County League
- 1945–1946: Sussex County League (Western Division)
- 1946–1948: Sussex County League
- 1948–1963: Corinthian League
- 1963–1964: Athenian League (Division One)
- 1964–1967: Athenian League (Premier Division)
- 1967–1968: Athenian League (Division One)
- 1968–1972: Athenian League (Division Two)
- 1972–1977: Athenian League (Division One)
- 1977–1982: Isthmian League (Second Division)
- 1982–1983: Isthmian League (First Division)
- 1983–1987: Isthmian League (Premier Division)
- 1987–1991: Isthmian League (First Division)
- 1991–1993: Isthmian League (Second Division)
- 1993–1995: Isthmian League (First Division)
- 1995–1996: Isthmian League (Premier Division)
- 1996–2002: Isthmian League (First Division)
- 2002–2004: Isthmian League (Division One South)
- 2004–2007: Isthmian League (Premier Division)
- 2007–2016: Isthmian League (Division One South)
- 2016– : Isthmian League (Premier Division)

Jednotlivé ročníky
Zdroj: 
Legenda: Z - zápasy, V - výhry, R - remízy, P - porážky, VG - vstřelené góly, OG - obdržené góly, +/- - rozdíl skóre, B - body, červené podbarvení - sestup, zelené podbarvení - postup, fialové podbarvení - reorganizace, změna skupiny či soutěže
| Sezóny  | Liga                                 | Úroveň | Z  | V  | R  | P  | VG | OG | +/- | B  | Pozice |
| ------- | ------------------------------------ | ------ | -- | -- | -- | -- | -- | -- | --- | -- | ------ |
| 2009/10 | Isthmian League (Division One South) | 8      | 42 | 25 | 5  | 12 | 83 | 53 | +30 | 80 | 3.     |
| 2010/11 | Isthmian League (Division One South) | 8      | 42 | 12 | 13 | 17 | 76 | 73 | +3  | 49 | 14.    |
| 2011/12 | Isthmian League (Division One South) | 8      | 40 | 18 | 10 | 12 | 69 | 45 | +24 | 64 | 7.     |
| 2012/13 | Isthmian League (Division One South) | 8      | 42 | 16 | 9  | 17 | 77 | 74 | +3  | 57 | 10.    |
| 2013/14 | Isthmian League (Division One South) | 8      | 46 | 17 | 8  | 21 | 80 | 98 | -18 | 59 | 15.    |
| 2014/15 | Isthmian League (Division One South) | 8      | 46 | 22 | 10 | 14 | 92 | 65 | +27 | 76 | 6.     |
| 2015/16 | Isthmian League (Division One South) | 8      | 46 | 27 | 7  | 12 | 96 | 56 | +40 | 88 | 3.     |
| 2016/17 | Isthmian League (Premier Division)   | 7      | 46 | 16 | 8  | 22 | 73 | 85 | -12 | 56 | 14.    |
| 2017/18 | Isthmian League (Premier Division)   | 7      | 46 | 15 | 12 | 19 | 71 | 84 | -13 | 57 | 16.    |
| 2018/19 | Isthmian League (Premier Division)   | 7      | 46 |    |    |    |    |    |     |    |        |